# Akimiski
Akimiski (ang. Akimiski Island, fr. Île Akimiski) – kanadyjska wyspa, największa wyspa w Zatoce Jamesa, wchodzi w skład regionu Qikiqtaaluk, w terytorium Nunavut. Zajmuje powierzchnię 3001 km². Wyspa jest niezamieszkana.
Wyspę porasta słabo rozwinięta roślinność, głównie porosty, mchy, liczne gatunki turzycowatych oraz karłowaty świerk czarny. We wschodniej części wyspy znajdują się stanowiska ptaków migrujących. Wybrzeża wyspy są bagniste.